# Родопске планине
Родопске планине (Родопи) су најстарији планински масив на Балканском полуострву. Простире се између реке Марице на истоку, Динарског и Шарско-пиндског планинског ланца на западу и Карпатско-балканских планина на североистоку.
Планине су грађене од кристаластих шкриљаца, са мермером, гранитом и млађим вулканским стенама.
Старе стене, набране у горњем палеозоику, касније еродоване и поново уздигнуте окомитим кретањем дуж раседа.
Највећа распрострањеност је у јужној Бугарској, где се налази најстарије језгро масива (прави Родопи), са највишим врхом на планини Рили (Мусала 2925 m). Родопске планине се пружају и на територије Северне Македоније и Србије.
У Северној Македонији обухватају подручје између долине Вардара и македонско-бугарске границе (Осоговска планина (2252 m), Плачковица (1754 m), Огражден (1744 m). Правим Родопима је сличан Пелагонијски масив (Јакупица (2540 m) западно од Вардара.
У Србији између река Ибра и Мораве и у Шумадији, преовладавају нижа родопска побрђа и осамљене планине од мезозојских и терцијарних седимената на старој подлози. Родопске планине се пружају са десне и леве стране Јужне и Велике Мораве. Са десне стране налазе се планине: Дукат, Коћура, Бесна Кобила, Варденик, Чемерник, Руј-планина, Селичевица, Сталаћка брда, Буковик и Ресавски хумови, док се са леве стране протежу: Кукавица, Видојевица, Јастребац, Јухор, Црни врх и Азањске планине.
Планине су богате лежиштима: хрома, олова, цинка, гвожђа, златоносне и других руда.
Природна шумска вегетација је проређена. Највише планинске делове од 1800 до 2000 m, покривају пашњаци.